# فهرست کشورها در سنگ‌نوشته داریوش بزرگ
فهرست اقوام ملل که در سرزمین‌های متعدد می‌زیستند بنابر سنگ نوشتهٔ داریوش بزرگ:
1. پارسَه : سرزمین پارسیان = سرزمین فارس
2. مادَ : سرزمین شهر ری تا رود دجله
3. اُژَ : حوژ - خوز - خوزستان
4. پارسو : سرزمین پارت = خراسان، گرگان
5. هَرای وا : سرزمین هرات
6. باختریش : سرزمین بلخ
7. سوگودَ : سرزمین سغد
8. هووارزَن : سرزمین خوارزم
9. زَرنکه : سرزمین سیستان باستان
10. هرووانیش : سرزمین رخج = بلوچستان، پاکستان
11. تنگه گودیان : پنجاب
12. گندار : سرزمین غرین
13. هیندوش : سرزمین هند شمالی
14. سکاتیکرخئورا : سرزمین سکاهایی که در آسیای میانه می‌زیستند
15. بابیروش : سرزمین بابلیان، میانرودان جنوبی
16. اُسورا : سرزمین آشور = سوریه، فلسطین، قبرس
17. اَربایَه : سرزمین میانرودان شمالی، شام
18. مودرایه : پوتیه = مصر و لیبی
19. ارمینه : سرزمین ارمنی‌ها
20. کَت پتوکه : کایا (وکیه =آسیای کوچک مرکزی دریای سیاه و رود فرات)
21. سپردَ : ساردیس = لودیه
22. یئونه : سرزمین یونان خشکی
23. سکاپَرد ریه : قسمتی از سرزمین اروپا، دریای اُژه
24. سکودرِه : ترکیه، مقدونیه
25. یئونه تکَه برا :سرزمین یونانیان، تالیان
26. پوتایا : سرزمین لیبی در غرب مصر
27. مچیا : مکه = مکران
28. کوشیا : سرزمین حبشه
29. کرکا : قاریه = در آسای کوچک